# Horst Woydt
Horst Woydt (Lebensdaten unbekannt) war ein deutscher Fußballspieler. Er spielte auf der Position eines Verteidigers.

## Laufbahn
Woydt spielte von 1926 bis 1934 für die Vereinigten Breslauer Sportfreunde, die sich 1933 mit dem Breslauer SC 08 zur Breslauer SpVg 02 zusammenschlossen. 1927 wurde er südostdeutscher Fußballmeister.
Zwischen 1926 und 1930 bestritt Horst Woydt drei Spiele in der Endrunde zur Deutschen Meisterschaft, die jeweils verloren wurden.
1928 gewann er mit der Auswahl des Südostdeutschen Fußball-Verbandes den Bundespokal.

## Erfolge
- 1 × Südostdeutscher Meister: 1927
- 1 × Bundespokal: 1928